# Ceneri alle ceneri - Pumpkinhead 3
Ceneri alle ceneri - Pumpkinhead 3 (Pumpkinhead: Ashes to Ashes) è un film del 2006 diretto da Jake West, terzo episodio della serie cinematografica sulla creatura chiamata Pumpkinhead.

## Trama
Sono passati 20 anni da quando Ed Harley evocò per la prima volta il Pumpkinhead. In un paesino del Nevada alcuni abitanti scoprono che Doc Fraser, il medico del posto uccide la gente, ne prende gli organi e nasconde i corpi per i suoi studi e guadagnare al mercato nero. Così evocheranno il Pumpkinhead per vendicare la morte dei loro cari. Doc farà di tutto per aver salva la pelle e capirà che per sopravvivere deve eliminare tutti quelli che hanno risvegliato il mostro.

## Curiosità
- In questo film riappare il personaggio di Bunt Wallace
- Da quest'episodio in poi lo spettro di Ed Harley (Lance Henriksen) avviserà chiunque voglia far tornare il Demone in vita

## Il Designer del Pumpkinhead
Il Pumpkinhead assume un nuovo aspetto: diventa più grosso e scheletrico, la testa si arrotonda, le zanne crescono e gli occhi si ingrandiscono. I coprispalle si affilano mentre lo sperone sulla coda diventa una specie di sciabola. Il colore diventa marroncino terra e quasi verdastro.